# Estação Bolhão

A Estação Bolhão é parte da rede de metrô da cidade do Porto, localizada junto ao Mercado do Bolhão.